# Paoliella wettsteini
Paoliella wettsteini är en insektsart. Paoliella wettsteini ingår i släktet Paoliella och familjen långrörsbladlöss. Inga underarter finns listade i Catalogue of Life.